# Tour der australischen Rugby-Union-Nationalmannschaft nach Nordamerika 1912
| Tour der Wallabies nach Nordamerika 1912 | Tour der Wallabies nach Nordamerika 1912 | Tour der Wallabies nach Nordamerika 1912 | Tour der Wallabies nach Nordamerika 1912 | Tour der Wallabies nach Nordamerika 1912 |
| Übersicht                                | S                                        | G                                        | U                                        | N                                        |
| ---------------------------------------- | ---------------------------------------- | ---------------------------------------- | ---------------------------------------- | ---------------------------------------- |
| Test Matches                             | 01                                       | 01                                       | 0                                        | 0                                        |
| Sonstige Spiele                          | 15                                       | 10                                       | 0                                        | 5                                        |
| Gesamt                                   | 16                                       | 11                                       | 0                                        | 5                                        |
|                                          |                                          |                                          |                                          |                                          |
| Vereinigte Staaten                       | 01                                       | 01                                       | 0                                        | 0                                        |

Die Tour der australischen Rugby-Union-Nationalmannschaft nach Nordamerika 1912 umfasste eine Reihe von Freundschaftsspielen der Wallabies, der Nationalmannschaft Australiens in der Sportart Rugby Union. Das Team reiste im Oktober und November 1912 durch die US-Bundesstaaten Kalifornien und Nevada sowie die kanadische Provinz British Columbia. Während dieser Zeit bestritt es 16 Spiele, darunter ein Test Match gegen die amerikanische Nationalmannschaft. Die Wallabies entschieden zehn Spiele für sich.

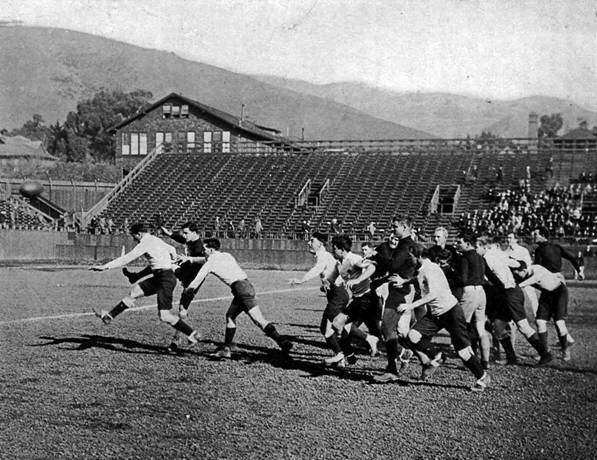
Test Match USA gegen Australien in Berkeley

## Ereignisse
Tourmanager war Otto Bohrsmann, ein Arzt aus Sydney und langjähriger Schatzmeister der New South Wales Rugby Union (NSWRU). Max Howell macht für das eher schlechte Abschneiden der Mannschaft einen Mangel an Disziplin verantwortlich, der auf ein schwach ausgeprägtes Tourmanagement zurückzuführen gewesen sei. William „Billy“ Hill, der Sekretär der NSWRU, fungierte als Managerassistent und kam bei einigen Spielen als Schiedsrichter zum Einsatz. Mannschaftskapitän Warden Prentice hatte bereits an der Europatour 1908/09 teilgenommen und Australien auch 1910 gegen Neuseeland gespielt. Sein Stellvertreter war Richards, ein weiterer Teilnehmer der Europatour.
Die Mannschaft reiste an Bord der SS Moana von Sydney in die USA, wobei einige der Tourteilnehmer in den ersten vier Tagen mit Seekrankheit in ihren Kabinen bleiben mussten. Howell führt das schlechte Abschneiden auch darauf zurück, dass der Schwerpunkt auf der Geselligkeit lag. Die Mannschaft war in Kalifornien in Studentenwohnheimen untergebracht, wo die Gastfreundschaft die Disziplin der Mannschaft beeinträchtigte. Er zitiert den Spieler Robert Adamson: „Wir waren nie im Bett. Das war das Problem. Ich habe noch nie in meinem Leben so viel Spaß gehabt.“ Insgesamt verloren die Wallabies fünf Spiele, darunter alle drei in Kanada, während im einzigen Test Match gegen die USA ein knapper Sieg resultierte.

## Spielplan
- Hintergrundfarbe grün = Sieg
- Hintergrundfarbe rot = Niederlage

(Test Matches sind grau unterlegt; Ergebnisse aus der Sicht Australiens)
| #  | Datum             | Gegner                       | Ort           | Stadion             | Ergebnis |
| -- | ----------------- | ---------------------------- | ------------- | ------------------- | -------- |
| 01 | 05. Oktober 1912  | Barbarians                   | San Francisco | St. Ignatius Field  | 29:8     |
| 02 | 06. Oktober 1912  | Santa Clara Broncos          | Santa Clara   | Golden Gate Stadium | 20:8     |
| 03 | 12. Oktober 1912  | Stanford Cardinal            | Palo Alto     | Stanford Park       | 6:0      |
| 04 | 16. Oktober 1912  | Stanford Cardinal            | Palo Alto     | Stanford Park       | 12:13    |
| 05 | 19. Oktober 1912  | Olympic Club                 | San Francisco | St. Ignatius Field  | 20:0     |
| 06 | 26. Oktober 1912  | California Golden Bears      | Berkeley      | California Field    | 18:0     |
| 07 | 27. Oktober 1912  | Saint Mary’s Gaels           | San Francisco | St. Ignatius Field  | 27:0     |
| 08 | 30. Oktober 1912  | California Golden Bears      | Berkeley      | California Field    | 5:6      |
| 09 | 02. November 1912 | California Golden Bears      | Berkeley      | California Field    | 23:3     |
| 10 | 05. November 1912 | Nevada Wolf Pack             | Reno          | University Ground   | 57:6     |
| 11 | 10. November 1912 | Santa Clara Broncos          | Santa Clara   | Golden Gate Stadium | 19:8     |
| 12 | 13. November 1912 | USC Trojans                  | Los Angeles   | Boyard Field        | 41:0     |
| 13 | 16. November 1912 | Vereinigte Staaten           | Berkeley      | California Field    | 12:8     |
| 14 | 20. November 1912 | Vancouver                    | Vancouver     | Stanley Park        | 3:6      |
| 15 | 23. November 1912 | British Columbia Rugby Union | Vancouver     | Stanley Park        | 0:15     |
| 16 | 27. November 1912 | Victoria                     | Victoria      | Oak Bay Ground      | 11:13    |

## Test Match
| 16. November 1912 | Vereinigte Staaten                                  | 8 : 12        | Australien                                                | California Field, Berkeley Zuschauer: 10.000 Schiedsrichter: L. S. Reading (England) |
| 16. November 1912 | Versuche: Harrigan Erhöhungen: Erb Straftritte: Erb | (0:5) Bericht | Versuche: Carroll Meibusch Richards Straftritte: Prentice | California Field, Berkeley Zuschauer: 10.000 Schiedsrichter: L. S. Reading (England) |

Aufstellungen:
- USA: Chester Allen, James Arrell, Charlie Austin, Benjamin Erb, Deke Gard, Phillip Harrigan, William King, Joseph McKim, Chris Momson, Laird Morris, Ralph Noble, Stirling Peart, Augustus Sanborn, Karl Schaupp, Warren Smith
- Australien: Robert Adamson, Dan Carroll, Alex Dunbar, Larry Dwyer, Edward Fahey, Harold George, Tom Griffin, Alan Kent, Lou Meibusch, William Murphy, Warden Prentice , George Pugh, Tom Richards, Alfred Walker, William Watson

## Kader

### Management
- Tourmanager: Otto Bohrsmann
- Assistent: William Hill
- Kapitän: Warden Prentice
- Vizekapitän: Tom Richards

### Spieler
| Spieler         | Position         | Mannschaft             |
| --------------- | ---------------- | ---------------------- |
| Warden Prentice | Halbspieler      | Western Suburbs        |
| William Tasker  | Halbspieler      | Newtown                |
| Alfred Walker   | Dreiviertelreihe | Eastern Suburbs        |
| Robert Adamson  | Dreiviertelreihe | Sydney University      |
| Dan Carroll     | Dreiviertelreihe | St. George             |
| Jimmy Flynn     | Dreiviertelreihe | Brothers Old Boys      |
| Herbert Jones   | Dreiviertelreihe | Newcastle              |
| Lou Meibusch    | Dreiviertelreihe | Past Grammar-Toowoomba |
| Alfred Dunbar   | Schlussmann      | Newtown                |
| Larry Dwyer     | Schlussmann      | Orange-Waratahs        |

| Spieler          | Position | Mannschaft             |
| ---------------- | -------- | ---------------------- |
| Jimmy Clarken    | Stürmer  | Glebe                  |
| Peter Cunningham | Stürmer  | Eastern Suburbs        |
| Edward Fahey     | Stürmer  | Eastern Suburbs        |
| Harold George    | Stürmer  | Eastern Suburbs        |
| Tom Griffin      | Stürmer  | Glebe                  |
| Ralph Hill       | Stürmer  | Newtown                |
| Alan Kent        | Stürmer  | Past Grammar-Toowoomba |
| William Murphy   | Stürmer  | Brothers Old Boys      |
| George Pugh      | Stürmer  | Newtown                |
| Tom Richards     | Stürmer  | Charters Towers        |
| William Watson   | Stürmer  | Newtown                |